# ژار ماونتین
ژار ماونتین (به لاتین: Žar Mountain) یک رشته‌کوه و کوه در کوزوو است. ژار ماونتین ۱٬۵۱۱ متر بالاتر از سطح دریا واقع شده‌است.